# نام شک‌دار
در نامگذاری دوجمله‌ای، یک نام شک‌دار یا نام دوبیوم (لاتین به معنای «نام مشکوک»، جمع nomina dubia) یک نام علمی است که کاربرد نامعلوم یا مشکوک دارد.
دربارهٔ nomen dubium ممکن است تعیین اینکه آیا یک نمونه به آن گروه تعلق دارد یا خیر ناممکن است. این موضوع ممکن است در صورتی رخ دهد که سری نوع اصلی (یعنی هولوتایپ، ایزوتایپ، syntype یا پاراتایپ) از بین برود یا نابود شود. کدهای جانورشناسی و گیاه‌شناسی امکان انتخاب نمونه جدید یا نئوتیپ را در این مورد فراهم می‌کند.